# Дженова Чэнь
Чэнь Cинхань (упрощенный китайский: 陈星汉; традиционный китайский: 陳星漢; пиньинь: Chén Xīnghàn; родился 8 октября 1981), в профессиональной среде известен, как Дженова Чен — китайский гейм-дизайнер. Он является создателем таких игр, как Сloud, flOw, Flower, и Journey, завоевавших немало наград. Также он является соучредителем компании по разработке игр Thatgamecompany. Дженова Чен родился в Шанхае, где, в дальнейшем, и получил образование в области компьютерных технологий и дополнительное образование в сфере цифрового искусства и дизайна. Позднее он переехал в США, где получил диплом магистра в Университете Южной Калифорнии по специальности интерактивных медиа. Во время обучения там он создал игры Cloud и Flow. Там же он познакомился с Келли Сантьяго. После короткого периода работы над Spore в Maxis, он основал свою компанию Thatgamecompany вместе с подругой Сантьяго. Там Дженова Чен занимает должность креативного директора. Компания заключила с Sony Computer Entertainment контракт на выпуск трёх игр, так была организована продажа Flow, Flower и Journey через PlayStation Network.
Так как Чен родился в культуре отличной от той, в которой он живёт сейчас, он создаёт игры, которые будут интересны и понятны всем людям. Своими играми Дженова Чен хочет научить людей воспринимать видеоигры как нечто достойное. Его игры вдохновляют и несут сильный эмоциональный заряд, именно этого иногда не хватает другим играм. Хотя он с Thatgamecompany уже разрабатывал более стандартные игры, он не собирается искать пути коммерческого успеха. Чен считает, что это не соотносится с целями его инди-компании.

## Биография
Чен родился в Шанхае 8 октября 1981 г. Его отец занимался разработкой программного обеспечения. Хотя Чену, пока он был ребёнком, всегда нравилось искусство и рисование, отец подтолкнул его развитие в сторону изучения компьютеров. На соревнованиях по информатике, в которых участвовал десятилетний Чен, мальчика увлекали компьютерные игры, которые он видел там, а не программирование. В подростковые годы ничего не восхищало Чена больше игр, эти же чувства он попытался воссоздать уже в старшем возрасте, будучи эмоционально зрелым, с возросшими требованиями к тому, что может заставить его играть. В старшей школе Чен взял себе английское имя Дженова в честь персонажа Final Fantasy VII. Ему хотелось уникальное имя, чтобы не быть одним из «тысяч Джейсонов Ченов».
Он получил высшее образование в сфере компьютерных технологий в Шанхайском университете транспорта. Учёба давалась Дженове Чену «легко», он много времени тратил на изучение цифрового искусства и анимации, и позже получил дополнительное образование в сфере цифрового искусства и дизайна в университете Донхуа. Чен всё ещё увлекался видеоиграми, так что во время учёбы он принял участие в разработке трёх игр группой студентов. До выпуска у Чена были трудности с устройством на работу в китайской игровой индустрии, а именно должность в этой среде отвечала бы его интересам в «программировании, рисовании и дизайне». Также он ощущал, что «немногие игры, действительно, имеют те качества, которые были бы интересны взрослому человеку». Также он подумывал о создании анимации и цифровых эффектов для кино.
Позже он отправился в США для получения степени магистра в Школе киноискусства в Университете Южной Калифорнии. Чен специализировался на интерактивных медиа, которые являлись новым отделением Школы киноискусства. Тогда он рассчитывал окончить университет и вернуться в Китай, где надеялся получить желанную работу. Во время обучения его вдохновила поездка на Game Developers Conference. Там он смог сравнить игры, которые он создал в университете с теми, которые были представлены студентами на Independent Games Festival. В период обучения в Университете Южной Калифорнии, Дженова Чен встретил Келли Сантьяго, также обучающуюся по той же специальности. Они решили вместе работать над играми, которые были бы не похожими на общий поток. Первая ими созданная игра, которая выиграла грант в двадцать тысяч долларов от университета, была Cloud, выпущенная в 2005. Сюжет игры «сфокусирован на молодом пациенте больницы, который парит у себя в мыслях, несмотря на то, что прикован к кровати». Частично, идея была основана на биографии Чена, так как ребёнком он часто лежал в больнице из-за астмы. Cloud была создана, как попытка «расширить спектр эмоций, которые вызывают видеоигры». На студенческой презентации the Game Developers Conference, Чен и Сантьяго показали игру представителю компании Sony, Джону Хайту, объяснив, что это первая игра жанра Дзен. Игра заинтересовала Хайта, хотя никакого договора не последовало. Игра победила в the Slamdance Guerilla Games Competition, а также получила награду за студенческий проект на the Independent Games Festival. Игра была показана на каналах Spike TV, G4TV и CBS Sunday.
Чен понимал, что причина, по которой Cloud восприняли так тепло, заключалась в эмоциях, отличных от всего того, что предлагали игры в то время. Чен верил, что это его призвание — создавать игры, которые заставят людей изменить взгляд на видеоигры. Магистерская диссертация Чена касалась адаптивной сложности, при которой игра реагирует на то, как справляется игрок, и подстраивается под него. Чен продемонстрировал свои идеи в Flow, флэш-игре, которую он создал вместе с Николасом Кларком. Игра заключается в управлении микроорганизмом на разных глубинах океана, где существо поглощает другие организмы и развивается по ходу. Игра была выпущена в марте 2006, её скачали 100 000 человек в первые две недели, к июлю количество скачиваний достигло 650 000. В мае 2006 была анонсирована версия для PlayStation 3, как скачиваемая игра для PlayStation Store. Игра была доступна на платформе в феврале 2007. В марте 2008 вышла версия для PlayStation Portable (PSP), которую подготовили для этого SuperVillians Studios. Flow стала самой скачиваемой игрой на PlayStation Network в 2007, и получила награду Best Downloadable Game на церемонии Game Developers Choice Awards
После выпуска Чен и Сантьяго организовали Thatgamecompany в Лос-Анджелесе, где они и заключили контракт с Sony на три игры для продажи через PlayStation Store. Первой стала версия Flow для PS3, и пока игра дорабатывалась, Чен работал над игрой Spore для компании Maxis. После релиза FlowЧен вернулся в Thatgamecompany и начал работу над второй игрой.

### Thatgamecompany
Следующей игрой стала Flower, она была первой, которую Чен вместе с Thatgamecompany разработали «не под крылом академии». Чен был креативным директором, ответственным за игру, Сантьяго была продюсером, а Кларк был главным дизайнером. Количество работников компании варьировалось от 6 до 9 человек на разных стадиях создания игры. Чен хотел, чтобы Flower пробуждала положительные чувства, чтобы эта игра служила «эмоциональным убежищем». Чен описывал игру, как «интерактивную лирику, исследующую напряжённые отношения между городом и природой». Он определился с темой «природа» на ранних стадиях процесса разработки, объясняя, что у него уже была «идея того, что каждая приставка PlayStation представляет собой портал в вашей гостиной, который может перенести вас ещё куда-то. Я подумал, что было бы чудесно, если бы этот портал позволил вам окунуться в мир природы». Чен создал игру вокруг идеи, что основная цель развлекательных медиа — пробуждать чувства в публике, а спектр эмоций в большинстве игр очень ограничен. Чтобы добиться в игре необходимого «спектра эмоций», Дженова Чен относился к разработке игры, как к созданию произведения искусства, а не как к созданию развлекательной игры, которая бы вызвала желаемые ощущения. В 2008 Чен вошёл в рейтинг TR35 журнала MIT Technology Review, как один из 35 новаторов младше 35 лет в мире.
После того, как Flower заполучила положительные отзывы критиков и разные награды, Чен и Thatgamecompany приступили к разработке следующей игры, Journey. В Journey Чен хотел подчеркнуть элемент общения и социального взаимодействия в играх. В большинстве игр общение происходит для достижения определённых поставленных целей, в то время как в Journey Чен дал игрокам возможность как остаться одним, так и пересечься со спутниками, но игроки не могут общаться друг с другом напрямую. Спутники строят отношения друг с другом с помощью своих действий, помогая друг другу, или, если им так захочется, расставаясь на полпути. Journey была выпущена для PlayStation Network 13 марта 2012 г., игра сразу получила положительные отзывы критиков.

## Влияние и философия
Чен играет в разные игры, но он утверждает, что наибольшее влияние на него оказали игры Katamari Damacy, Ico и Shadow of the Colossus. Также Дженова Чен говорит, что Final Fantasy VII повлияла на него, он даже взял свой псевдоним из этой игры. Чен вырос в Китае, однако теперь он работает в Америке. Он не может полностью ассоциировать себя ни с той, ни с другой страной, как разработчик игр. Так он пришёл к решению создавать игры, которые затрагивают чувства любого человека, вне зависимости от того, в какой культуре он воспитан.
Когда Чен покидал Maxis, чтобы вернуться в Thatgamecompany, он понимал, что это будет означать меньшую зарплату, а также менее стабильную карьеру. Однако он чувствовал, что создание игр с сильным эмоциональным зарядом, а не игр, которые просто вызывают волнение или страх, важно для гейм-индустрии и медиа вообще. Пока что Чен не прекратил работать над экшн-играми, его компания создала несколько игр для развлечения, которые хорошо реализованы Sony. Но Чен понимает, что для Thatgamecompany нет смысла создавать игры с прицелом на экшн, это бы сбило компанию с её первоначального инди-курса. Также Чен не видит смысла Thatgamecompany создавать масштабные блокбастеры с немыслимым бюджетом. Делая упор на коммерческий успех, компания может потерять возможность вводить инновации, а именно это важно для Thatgamecompany. Чен уверен, что для того, чтобы видео игры стали такой же серьёзной медиа, как фильм, гейм-индустрия должна открывать больше чувств и эмоций в играх. Чен считает, что есть только три способа для взрослых полюбить видео игры также, как дети: игры должны «интеллектуально, показывать мир с ещё невиданной точки зрения», «эмоционально трогать игрока» и «создавать пространство, где другие люди могут привносить свои мысли и эмоции».